# Train (группа)
Train — американская рок-группа из Сан-Франциско, штат Калифорния. Группа образована в 1993 году. В настоящее время она состоит из Пэта Монахана (ведущий вокал), Луиса Мальдонадо (гитара), Гектора Мальдонадо (бас, вокал), Джерри Беккера (клавишные, гитара), Мэтта Мусти (ударные), Сакаи Смита (бэк-вокал) и Никиты Хьюстона (бэк-вокал) .

## История

### 1993–1997
После роспуска группы Rogues Gallery певец Пэт Монахан покинул свой родной город Эри, штат Пенсильвания, в конце 1993 года. Он переселился в Калифорнию и пересекся с выпускником музыкального колледжа Беркли Робом Хотчкиссом, который выступал в кофейнях и местных клубах. У них был общий вокал, Хотчкисс играл на гитаре и губной гармошке, а Монахан — на ударных. Хотчкисс был солистом группы "апостолы" из Лос-Анджелеса. После принятия решения о создании полноценной группы дуэт нанял Джимми Стаффорда (ведущего гитариста The Apostles), Чарли Колина и Скотта Андервуда, тем самым укрепив состав Train в 1994 году. Группа пыталась подписать контракт с Columbia Records в 1996 году, но получила отказ. Впоследствии ребята решили выпустить свой первый одноименный альбом самостоятельно. В 1997 году они гастролировали по всей стране, выступая на разогреве у таких групп, как Barenaked Ladies, Hootie & the Blowfish, Cracker и Counting Crows.

### 1998–2000
Одноименный альбом Train был выпущен 24 февраля 1998 года. Он был спродюсирован группой в 25 000 долларов и содержал три сингла. Первый выпущенный сингл, «Free» стал крупным хитом на поп-рок станциях. Второй сингл, «Meet Virginia», вошел в топ-20 хитов Billboard Hot 100, достигнув 20-го места, а третьим синглом стала песня «I Am». Альбом принес группе национальную известность и был сертифицирован как платиновый. После успеха дебютного альбома группа начала работать над своим вторым альбомом.

## Дискография
- Train (1998)
- Drops of Jupiter (2001)
- My Private Nation (2003)
- For Me, It’s You (2006)
- Save Me, San Francisco (2009)
- California 37 (2012)
- Bulletproof Picasso (2014)
- A Girl, a Bottle, a Boat (2017)

## Премии и номинации

### Грэмми
| Год  | Номинируемая работа          | Категория                                              | Результат |
| ---- | ---------------------------- | ------------------------------------------------------ | --------- |
| 2002 | «Drops of Jupiter (Tell Me)» | Record of the Year                                     | Номинация |
| 2002 | «Drops of Jupiter (Tell Me)» | Song of the Year                                       | Номинация |
| 2002 | «Drops of Jupiter (Tell Me)» | Best Rock Performance by a Duo or Group with Vocal     | Номинация |
| 2002 | «Drops of Jupiter (Tell Me)» | Best Rock Song                                         | Победа    |
| 2002 | «Drops of Jupiter (Tell Me)» | Best Instrumental Arrangement Accompanying Vocalist(s) | Победа    |
| 2004 | «Calling All Angels»         | Best Rock Performance by a Duo or Group with Vocal     | Номинация |
| 2004 | «Calling All Angels»         | Best Rock Song                                         | Номинация |
| 2011 | «Hey, Soul Sister» (Live)    | Лучшее вокальное поп-исполнение дуэтом или группой     | Победа    |

### Другие награды
American Music Awards:
| Год  | Номинируемая работа | Категория                              | Результат |
| ---- | ------------------- | -------------------------------------- | --------- |
| 2010 | Train               | Favorite Band, Duo or Group (Pop/Rock) | Номинация |
| 2010 | Train               | Favorite Artist (Adult)                | Номинация |

Billboard Music Awards:
| Год  | Номинируемая работа | Категория       | Результат |
| ---- | ------------------- | --------------- | --------- |
| 2011 | Train               | Top Rock Artist | Победа    |
| 2011 | «Hey, Soul Sister»  | Top Rock Song   | Победа    |

ASCAP Pop Music Awards:
| Год  | Номинируемая работа | Категория        | Результат |
| ---- | ------------------- | ---------------- | --------- |
| 2011 | «Hey, Soul Sister»  | Song of the Year | Победа    |

CMT Music Awards:
| Год  | Номинируемая работа                   | Категория                   | Результат |
| ---- | ------------------------------------- | --------------------------- | --------- |
| 2011 | «A Broken Wing» (с Мартиной МакБрайд) | CMT Performance of the Year | Номинация |

Nickelodeon Kids Choice Awards:
| Год  | Номинируемая работа | Категория     | Результат |
| ---- | ------------------- | ------------- | --------- |
| 2011 | «Hey, Soul Sister»  | Favorite Song | Номинация |

## Участники группы
Нынешний состав:
- Патрик Монахан — ведущий вокалист, гармоника
- Джимми Стэффорд — гитара, бэк-вокал
- Скотт Андервуд — ударные, барабаны

Участники туров:
- Гектор Мальдонадо — бас, ударные, гитара, бэк-вокал
- Джерри Бекер — клавишные, гитара

Бывшие участники:
- Роб Хоткисс — гитара, бас-гитара, пианино, гармоника, бэк-вокал
- Чарли Колин — бас-гитара, бэк-вокал
- Джонни Кольт — бас-гитара
- Брендон Буш — клавишные